# Neolophonotus torridus
Neolophonotus torridus là một loài ruồi trong họ Asilidae. Neolophonotus torridus được Londt miêu tả năm 1985. Loài này phân bố ở vùng nhiệt đới châu Phi.